# Angerville-l’Orcher
Angerville-l’Orcher ist eine französische Gemeinde mit 1.398 Einwohnern (Stand: 1. Januar 2022) im Département Seine-Maritime in der Region Normandie. Sie gehört zum Arrondissement Le Havre und ist Mitglied im Gemeindeverband Le Havre Seine Métropole.
Die Einwohner werden Angervillais und Angervillaises genannt.

## Geographie
Angerville-l’Orcher liegt in der Naturregion Pays de Caux, etwa 16 Kilometer nordöstlich von Le Havre nahe dem Ärmelkanal.

### Nachbargemeinden
Umgeben ist Angerville-l’Orcher von den Gemeinden Vergetot und Saint-Sauveur-d’Émalleville im Norden, Manneville-la-Goupil im Nordosten, Graimbouville im Osten, Étainhus im Süden, Manéglise im Westen und Südwesten sowie Hermeville im Nordwesten.

## Bevölkerungsentwicklung
| Jahr      | 1962 | 1968 | 1975 | 1982 | 1990 | 1999 | 2006 | 2013 | 2020 |
| --------- | ---- | ---- | ---- | ---- | ---- | ---- | ---- | ---- | ---- |
| Einwohner | 772  | 735  | 927  | 1059 | 1161 | 1222 | 1289 | 1452 | 1400 |

## Sehenswürdigkeiten
- Kirche Notre-Dame mit einem Portal aus dem 11. Jahrhundert, Chor aus dem 14. Jahrhundert. Der Eingang und der Glockenturm sind seit 1862 als Monument historique klassifiziert.

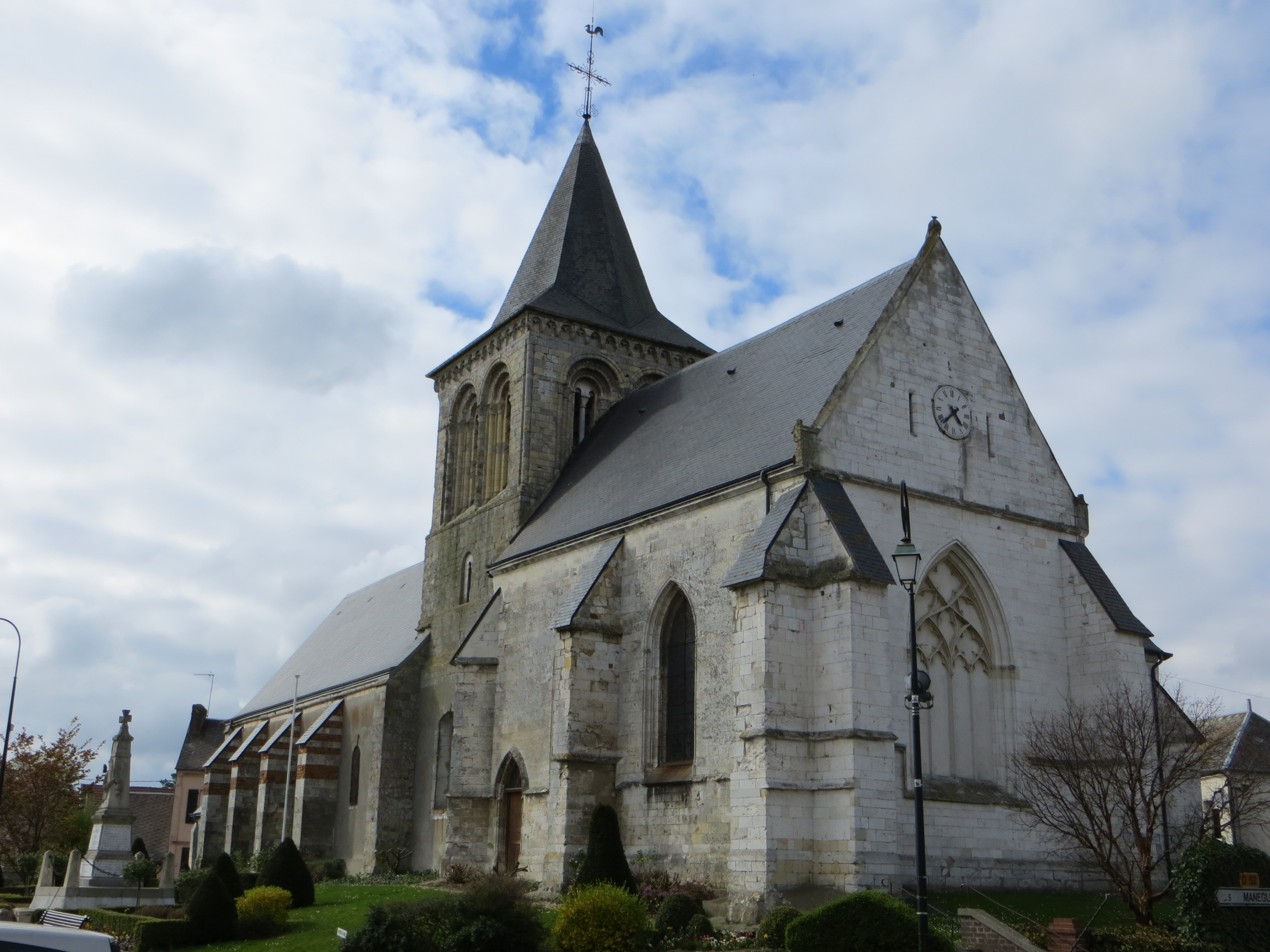
Kirche Notre-Dame